# Exoprosopa disrupta
Exoprosopa disrupta är en tvåvingeart som beskrevs av Walker 1871. Exoprosopa disrupta ingår i släktet Exoprosopa och familjen svävflugor. Inga underarter finns listade i Catalogue of Life.